# Drassodes auritus
Drassodes auritus es una especie de araña araneomorfa del género Drassodes, familia Gnaphosidae. La especie fue descrita científicamente por Schenkel en 1963.
La longitud del prosoma del macho es de 2,5-2,7 milímetros y del cuerpo 6,4-6,6 milímetros. El prosoma de la hembra mide 3,8 milímetros. La especie se distribuye por Rusia (Europa), Kazajistán y China.